# Route nationale 646
La route nationale 646 ou RN 646 était une route nationale française reliant Bassoues à Castétis. À la suite de la réforme de 1972, elle a été déclassée en RD 946 dans le Gers, dans les Hautes-Pyrénées et dans les Pyrénées-Atlantiques et en RD 646 dans les Landes.

## Ancien tracé de Bassoues à Castétis (D 946 & D 646)
- Bassoues
- Armous-et-Cau
- Courties
- Beaumarchés
- Plaisance
- Préchac-sur-Adour

La RN 646 faisait tronc commun avec la RN 135 pour rejoindre Riscle.
- Riscle
- Saint-Mont
- Projan
- Sarron

La RN 646 faisait tronc commun avec la RN 134 pour rejoindre Garlin.
- Garlin
- Poursiugues-Boucoue
- Arzacq-Arraziguet
- Morlanne
- Arthez-de-Béarn
- Castétis